# أنوار عبد الوهاب
نادية عبد الجبار المشهورة باسم «أنوار عبد الوهاب»، هي مطربة عراقية من مواليد مدينة بغداد، ولدت في خمسينيات القرن العشرين. كان والدها عبد الجبار عبد الكريم أستاذا للفيزياء، خريج الجامعة الأميركية في بيروت وأديبًا عراقيًا يساريًا.
لحّن لها العديد من الملحنين العراقيين الشهيرين مثل محمد جواد أموري وجعفر حسن الذي لحن لها قصيدة (إغضب) للشاعر نزار قباني التي لم تر النور، اعتزلت الفن عام 1989 اعتراضًا على النظام العراقي السابق الذي منع أغانيها وحاربها، اضطرت لمغادرة وطنها إلى الأردن ثم لجأت إلى السويد ومازالت تعيش هناك.